# Droga międzynarodowa M01 (Ukraina)
Droga międzynarodowa M01 – trasa międzynarodowego znaczenia na terenie Ukrainy, część trasy europejskiej E95. M01 biegnie z południa na północ od Kijowa przez Czernihów do granicy z Białorusią (dalej jako droga magistralna M8). Łączna długość 223,1km. W przeważającej części droga dwujezdniowa.